# حجت أباد (تشادغان)
حجت أباد (بالإنجليزية: Hojjatabad, Chadegan)‏ هي قرية تقع في قسم كبوتر سرخ الريفي (مقاطعة تشادغان) في إيران. يقدر عدد سكانها بـ 992 نسمة .